# Need for Speed: The Run
Need for Speed: The Run ist der 18. Teil der von Electronic Arts veröffentlichten Computerrennspielreihe Need for Speed und erschien am 15. November 2011 in den USA und am 18. November 2011 in Europa.

## Inhaltsbeschreibung
Als Spieler schlüpft man in die Rolle von Jack Rourke, dem Gangster wegen seiner hohen Schulden an den Kragen wollen. So beginnt eine halsbrecherische Jagd von San Francisco quer durch die USA bis nach New York. Im Laufe des Spiels muss man sich der verschiedensten Gegner und natürlich auch der Polizei in etlichen Rennen, welche selten ohne Blechschäden verlaufen, behaupten, um die Ostküste als Ranglistenerster zu erreichen. Die Gegenden, die u. a. befahren werden, sind das Death Valley, die Rocky Mountains, die Prärie des Mittleren Westens und die Großstädte San Francisco und New York. Dabei erschweren Sandstürme, die Nacht und die verschiedensten Lichtverhältnisse die Orientierung.

## Versionsunterschiede
Die Unterschiede zwischen der Normalversion und der „Limited Edition“ für PC und der Version für PlayStation 3 sind die enthaltenen Fahrzeuge sowie 5 zusätzliche Rennstrecken.

## Fahrzeugliste
- Alfa Romeo: 8C Competizione,
- Aston Martin: One-77, V12 Vantage
- Audi: Quattro 20 V, R8 Coupé 5.2 FSI Quattro, RS4
- BMW: M Coupé, E92 M3 GTS, E46 M3 GTR 2, M3 Sport Evolution
- Bugatti Veyron 16.4 Super Sport 1
- Chevrolet: Camaro SS, Camaro ZL1 2, Corvette Z06, El Camino SS
- Dodge: Challenger R/T, Challenger SRT8, Charger SRT8 Police Car
- Ford: Focus RS, GT, Mustang Boss 302 ’60, Mustang Boss 302 2, Mustang RTR, Police Interceptor Concept
- Ford Shelby: Cobra Daytona Coupe, GT500 Super Snake
- Gumpert Apollo S 1
- Hennessey Venom GT 1
- Koenigsegg Agera R 1
- Lamborghini: Aventador 2, Countach 5000 QV 1, Gallardo LP 550-2 Valentino Balboni, Miura SV, Murciélago LP670-4 SV, Sesto Elemento
- Lancia: Delta HF Integrale
- Lexus LFA 1
- Lotus: Evora, Exige Cup 260
- Maserati: MC Stradale Granturismo, MC12
- Mazda: MX-5, RX-7 RZ
- McLaren: F1, MP4-12C
- Mercedes-Benz SLS AMG
- Mitsubishi Lancer Evolution X
- Nissan: 200SX/Silvia S14, 370Z (Z34) 2, Fairlady/Datsun 240Z, GT-R (R35), GT-R SpecV (R35), Skyline 2000 GT-R (C10), Skyline GT-R (R32), Skyline GT-R (R32) 2
- Pagani: Huayra, Zonda Cinque
- Pontiac Firebird Formula
- Porsche: 911 Carrera S (2012) 2, 911 GT2, 911 GT3 RS 4.0, 918 RSR, Carrera GT 1
- Renault Mégane R.S.
- Subaru Impreza WRX STI
- Toyota: Corolla GTS (AE86), Supra
- Volkswagen: GTI MK1, Scirocco R

## Rezeption
Das Spiel wurde überwiegend mit durchschnittlichen Bewertungen versehen. Positiv wurde dabei vor allem die Optik der Umgebung bewertet, das Handling der Wagen sowie die Rückspulfunktion. Auch die Auswahl der im Spiel enthaltenen Wagen, die große Anzahl von Events im Challenge-Modus sowie die Cut-Szenes und Spezial-Effekte wurden gelobt. Andere empfanden die Cut-Szenes jedoch für ein Rennspiel unpassend. In vielen Berichten wird besonders eine „Gummiband-KI“ bemängelt, die durch angepasste Geschwindigkeiten der vor oder hinter dem Spieler liegenden Gegner das Gesamtfeld relativ dicht beisammen hält, was meistens als unfair und frustrierend empfunden wurde, teilweise aber auch als nützlich oder hilfreich. In einigen Bewertungen wurde eine ungewöhnlich kurze Spieldauer festgestellt. So sei der Storymodus innerhalb von 2 bis 3 Stunden durchspielbar, und das Spiel biete mit weniger als 70 verfügbaren Wagen, die weder optisch noch in der Leistung modifiziert werden können, abgesehen von den Strecken nur mäßig Abwechslung. Positiv hingegen sei die erneute Einbindung des Online-Portals Autolog.